# Играле се делије
Играле се делије је  песма српског учитеља и песника Милорада Петровића Сељанчице. Испевана је у духу српске народне поезије, те је многи погрешно сматрају народном песмом.
Милорад Петровић Сељанчица је аутор и других познатих песама (Јесен стиже, дуњо моја, Не лудуј, Лело). На стихове песме Играле се делије, Божидар Јоксимовић је 1919. године компоновао музику и унео је у своју вокалну свиту Песме из младости, а Исидор Бајић ју је искористио као увод за своју хорску композицију Српкиња.

## Играле се делије
Играле се делије,

Насред земље Србије.

Ситно коло до кола,

Вило се до Стамбола.

Свира фрула из дола,

Фрула мога сокола.

Ситно коло до кола,

Вило се до Стамбола.

Чуло се до Стамбола,

Царског града охола.

Игра коло до кола,

Не хаје за Стамбола.